# 페이튼 호 사건
페이튼 호 사건(일본어: フェートン号事件, Phaeton Incident)는 1808년 10월 분카 5년, 쇄국 체제 하의 일본 나가사키 항에서 일어난 영국 군함 침입 사건이다. 유럽에서 나폴레옹 전쟁의 여파가 극동의 일본에까지 미친 사건이다.

## 배경
1641년 이후 일본은 유럽 국가들 중 네덜란드 공화국(후의 네덜란드)만 통상을 허용하였고, 나가사키 데지마에 네덜란드 동인도 회사의 길드사무소가 설치되어 있었다. 영국도 에도 시대 초기에는 히라도에 길드사무소를 설치하고 대일 무역을 하고 있었다. 네덜란드와의 영업 경쟁에 패배하면서, 경영 부진에 빠졌고, 1623년에 나가사키 히라도의 길드사무소를 폐관한 후 다시 재개를 하려했으나 에도 막부로부터 거절을 당했다. (히라도 영국 길드사무소는 영국 히라도 길드사무소 참조)
18세기 말 프랑스 혁명 전쟁이 발발하면서, 1793년에 네덜란드는 프랑스에 점령되었고, 네덜란드 대통령인 빌렘 5세는 영국으로 망명했다. 네덜란드 현지 혁명파에 의한 바타비아 공화국이 성립되면서 네덜란드 동인도 회사는 1798년에 해산되었다. 바타비아 공화국은 프랑스의 영향 하에 있다고는 해도 일단 네덜란드의 정권이었다. 나폴레옹 황제는 1806년에 동생 루이 보나파르트를 네덜란드 국왕으로 임명하고, 프랑스인에 의한 네덜란드(홀란트 왕국)이 성립되었다. 이 때문에 세계 각지에 있던 네덜란드 식민지는 모든 혁명 프랑스의 영향 하에 있게 되었다.
영국은 망명해온 빌렘 5세의 의뢰로 네덜란드의 해외 식민지를 접수하기 시작했다 나가사키 데지마의 네덜란드 상관을 관할하는 네덜란드 동인도 회사가 있던 바타비아(자카르타)는 여전히 구 네덜란드(즉 프랑스)가 지배하는 식민지였다. 그러나 아시아의 제해권은 이미 영국이 쥐고 있었기 때문에, 바타비아에서는 구 네덜란드 (즉 프랑스) 지배 하의 무역상은 중립국인 미국 국적선을 고용하여 나가사키와 무역을 계속했다.

## 과정

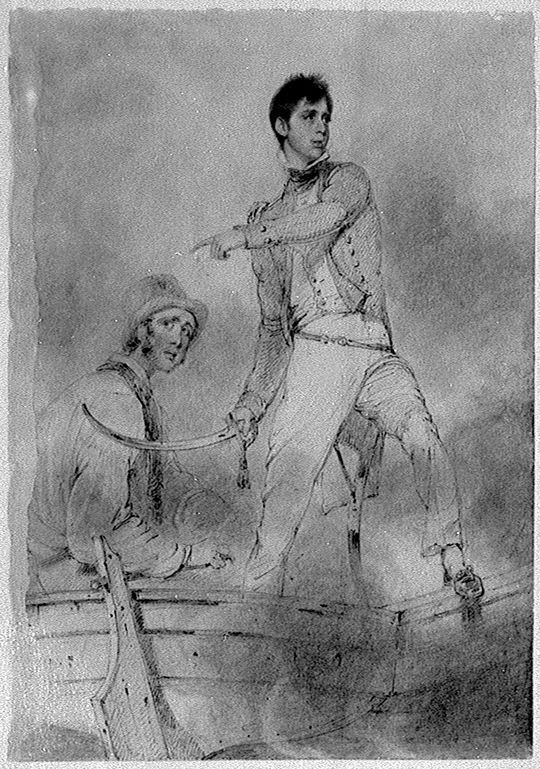
플리트우드 펠로 함장, 1807년

1808년 10월 4일(분카 5년), 네덜란드 선박 나포를 목적으로 하는 영국 해군의 프리깃 함 페이튼 호(플리트우드 펠로 함장)는 네덜란드 국기를 게양하고 국적을 속여, 나가사키에 입항했다. 이것은 네덜란드 선박으로 오인하고 데지마의 네덜란드 상관은 길드사무소 직원 고즈만(Dirk Gozeman)과 시멜(Gerrit Schimmel) 두 사람을 작은 배에 파견하여 관례에 따라 나가사키 봉행소 네덜란드 통역사와 함께 마중을 가기 위해 선박에 탑승했다가 무장선에 의해 길드사무소 직원 2명이 배에 납치되었다. 동시에 배는 네덜란드 국기를 내리고, 영국 국기를 게양하였고, 네덜란드 선박을 요구하면서 무장선으로 나가사키 항에서 수색을 했다. 나가사키 봉행소에서는 페이튼 호에 대해 네덜란드 상관원을 석방하라고 서신으로 요구했지만, 페이튼 호 측에서는 물과 식량을 요구하는 회답만 했을 뿐이었다.
네덜란드인 상관장(데지마 상관장) 헨드릭 데프는 나가사키 봉행소 내로 피난하였고, 길드사무소 직원의 생환을 원했기에 교전을 피할 것을 권했다. 나가사키 봉행 마쓰다이라 야스히데는 길드사무소 직원의 생환을 약속하는 한편, 항만 경비를 담당하는 나베시마 번, 후쿠오카번(영주 : 구로다 나리키요) 양 번의 영국 측 습격에 대비하고, 또 페이튼 호를 억류하거나 방화 준비를 지시했다. 그런데 나가사키 경비를 담당하는 번이었던 나베시마 번은 태평성대에 익숙해 경비 절감을 위해 수비병을 무단으로 줄이고 있으며, 나가사키에는 본래의 주재해야 할 병력의 1할 정도에 불과한 100명 정도 밖에 없는 것으로 판명되었다. 마쓰다이라 야스히데는 다급히 사쓰마번, 구마모토번, 구루메번, 오무라번 등 규슈 여러 번에 출병을 요청했다.
다음날 16일 펠로 함장은 인질 중 한 명인 길드사무소 직원 고즈만을 석방하면서 장작, 물과 음식(쌀, 야채, 고기)의 제공을 요구하고 물품을 주지 않을 경우 항구 내에 있는 일본 배를 불태우겠다고 위협했다. 인질극에, 충분한 병력도 확보하지 못한 상황에서, 마쓰다이라 야스히데는 어쩔 수 없이 요구를 받아들이려 했지만, 요청된 물은 소량 밖에 제공하지 않았다. 내일 이후에 충분한 양을 제공하겠다고 속여 응원 병력이 도착할 때까지 시간 벌기를 시도했다. 나가사키 봉행소에서 음식과 음료수를 준비하여 배에 싣고 네덜란드 상관에서 제공된 돼지와 소를 페이튼 호에 보냈다. 이에 따라 펠로 함장은 나머지 길드사무소 직원인 시멜 등도 석방하고 출항 준비를 시작했다.
17일 새벽 인근의 오무라번주 오오무라 스미요시가 번 병력을 이끌고 나가사키에 도착했다. 마쓰다이라 야스히데는 오오무라 스미요시 등과 함께 페이튼 호를 억류하거나, 방화하기 위한 전략을 추진하고 있었지만, 그 사이에 페이튼 호는 닻을 올리고 나가사키 항 밖으로 빠져나갔다.

## 결과
결과만 놓고 보면 일본에 인적, 물적 피해가 아니라 인질이 된 네덜란드인들도 무사히 석방되었고, 사건은 평온하게 해결되었다.
그러나 준비된 병력도 없이 침입한 선박의 요구에 쉽사리 응할 수밖에 없었던 마쓰다이라 야스히데는 나라의 체면을 욕보였다고 스스로 할복하였고, 마음대로 병력을 줄였던 나베시마 번 가로 등 몇 사람도 책임을 지고 할복했다. 또한 막부는 나베시마 번이 나가사키 경비 책임을 게을리 했기 때문에 11월에는 영주 나베시마 나리나오에게 100일 폐문을 명령했다. 페이튼 호 사건 이후 두후와 나가사키 봉행 마가 리부치케이 등이 임시 점검 체제 개혁을 실시하였고, 비밀 신호기를 이용하는 등 외국 선박의 입국 절차가 강화되었다. 그 후에도 영국 선박의 출현이 잇따라 있었으며, 막부는 1825년에 이국선 타격령을 발령하게 된다.
이 굴욕을 맛본 나베시마 번은 차세대 나베시마 나오마사가 근대화에 노력하고 메이지 유신 때 큰 힘을 가지게 되었다. 또한 이 사건 이후 지식인 사이에서 영국을 침략성을 가진 위험한 국가 ‘영국 오랑캐’로 간주하기 시작했고, 조직적인 연구 대상이 되어 막부는 1809년에 모토키 쇼웨이 등 6명 나가사키를 통해 영국학 수업을 명했다. 그 뒤에 네덜란드를 통해 모두 영어와 러시아어 연수를 명령했다. 모토키 등은 네덜란드 상인 얀 콕 블롬호프로부터 영어를 배웠다. 1811년에는 일본 최초의 영일사전 암액리아흥학(諳厄利亜興学) 10권이 완성되었고, 1814년에는 막부의 명에 의해 본격적인 사전 암액리아어림대성(諳厄利亜語林大成) 15권이 완성되었다.
한편, 영국은 1811년이 되어 인도에서 자와섬에 원정군을 파견하고 바타비아를 공략 동인도 섬 전체를 지배 하에 두었다. 영국이 점령한 바타비아에서 나가사키의 네덜란드 상관은 아무런 연락도 없이 길드사무소장은 데프 등은 나폴레옹 제국 몰락 후까지 나가사키 데지마에 방치되었다. 데프 등은 본국의 지원도 없이 7년의 세월을 일본에서 보내고 귀환하게 된다.

## 같이 보기
- 이국선 타격령